# Балістоспора

Вистрілювання балістоспори. Серія строборскопічних зображень з інрервалом у 10 мкс, шкала — 10 мкм.

Балістоспора — спора, що відстрілюється з великою швидкістю, що допомагає розповсюдженню. Часто зустрічається у грибів, приблизно 30 тис. видів утворюють такі спори. Переважно є базидіоспорами, що утворюються на базидіях представниками відділу базидіоміетів.
Балістоспори утворюються на кінцівках тонких виростів, стерігм. Перед відстрілюванням біля спори утворюється невеличка краплинка рідини, булерівська крапля, що торкається спори безпосередньо перед вистрілюванням. Саме вистрілювання відбувається під дією сил поверхневого натягу за рахунок змочування спори краплинкою та моментальної зміни її центра мас. Весь процес займає кілька мікросекунд, а прискорення спори у момент відрива досягає 10 тис. g.
Це єдиний відомий процес в мікробіології, що відбувається з числом Рейнольдса більшим за одиницю, тобто для якого має значення інерція.